# Campionato mondiale B maschile di hockey su pista Canelones 2012
Il Campionato del Mondo B 2012 è stata la 15ª edizione del campionato del mondo B di hockey su pista; la manifestazione è stata disputata in Uruguay a Canelones dal 24 novembre al 1º dicembre 2012.

La competizione fu organizzata dalla Fédération Internationale de Roller Sports.

Il torneo è stato vinto dalla nazionale sudafricana per la 1ª volta nella sua storia.

## Città ospitanti e impianti sportivi
| CITTÀ     | IMPIANTO                        | CAPIENZA |
| Canelones | Intendencia Municipal Canelones | ?        |

## Prima fase

### Girone A

#### Risultati
| Canelones 25 novembre 2012, ore 18:00 | Austria | 4 – 3 | Macao | Intendencia Municipal Canelones |

| Canelones 25 novembre 2012, ore 19:30 | Paesi Bassi | 3 – 0 | Israele | Intendencia Municipal Canelones |

| Canelones 26 novembre 2012, ore 18:00 | Austria | 4 – 0 | Israele | Intendencia Municipal Canelones |

| Canelones 26 novembre 2012, ore 19:30 | Paesi Bassi | 8 – 5 | Macao | Intendencia Municipal Canelones |

| Canelones 27 novembre 2012, ore 18:00 | Macao | 6 – 5 | Israele | Intendencia Municipal Canelones |

| Canelones 27 novembre 2012, ore 19:30 | Paesi Bassi | 0 – 2 | Austria | Intendencia Municipal Canelones |

#### Classifica
|    | Squadra     | PT | G | V | N | P | GF | GS | Diff. |
| -- | ----------- | -- | - | - | - | - | -- | -- | ----- |
| 1. | Austria     | 9  | 3 | 3 | 0 | 0 | 10 | 3  | +7    |
| 2. | Paesi Bassi | 6  | 3 | 2 | 0 | 1 | 11 | 7  | +4    |
| 3. | Macao       | 3  | 3 | 1 | 0 | 2 | 14 | 17 | -3    |
| 4. | Israele     | 0  | 3 | 0 | 0 | 3 | 5  | 13 | -8    |

### Girone B

#### Risultati
| Canelones 24 novembre 2012, ore 21:00 | Uruguay | 9 – 5 | Messico | Intendencia Municipal Canelones |

| Canelones 25 novembre 2012, ore 10:00 | Egitto | 4 – 3 | Inghilterra | Intendencia Municipal Canelones |

| Canelones 25 novembre 2012, ore 16:30 | Messico | 2 – 7 | Sudafrica | Intendencia Municipal Canelones |

| Canelones 25 novembre 2012, ore 21:00 | Uruguay | 5 – 2 | Egitto | Intendencia Municipal Canelones |

| Canelones 26 novembre 2012, ore 10:00 | Inghilterra | 3 – 4 | Sudafrica | Intendencia Municipal Canelones |

| Canelones 26 novembre 2012, ore 11:30 | Egitto | 9 – 6 | Messico | Intendencia Municipal Canelones |

| Canelones 26 novembre 2012, ore 21:00 | Uruguay | 2 – 4 | Inghilterra | Intendencia Municipal Canelones |

| Canelones 27 novembre 2012, ore 10:00 | Egitto | 1 – 8 | Sudafrica | Intendencia Municipal Canelones |

| Canelones 27 novembre 2012, ore 11:30 | Messico | 2 – 8 | Inghilterra | Intendencia Municipal Canelones |

| Canelones 27 novembre 2012, ore 21:00 | Uruguay | 3 – 4 | Sudafrica | Intendencia Municipal Canelones |

#### Classifica
|    | Squadra     | PT | G | V | N | P | GF | GS | Diff. |
| -- | ----------- | -- | - | - | - | - | -- | -- | ----- |
| 1. | Sudafrica   | 12 | 4 | 4 | 0 | 0 | 23 | 9  | +14   |
| 2. | Inghilterra | 6  | 4 | 2 | 0 | 2 | 18 | 12 | +6    |
| 3. | Uruguay     | 6  | 4 | 2 | 0 | 2 | 19 | 15 | +4    |
| 4. | Egitto      | 6  | 4 | 2 | 0 | 2 | 16 | 22 | -6    |
| 5. | Messico     | 0  | 4 | 0 | 0 | 4 | 15 | 33 | -18   |

## Fase finale

### Tabellone principale
|  | Quarti di finale | Quarti di finale |             |         | Semifinali      | Semifinali      |  |  | Finale     | Finale |
|  |                  |                  |             |         |                 |                 |  |  |            |        |
|  | 28 novembre      |                  |             |         |                 |                 |  |  |            |        |
|  |                  |                  |             |         |                 |                 |  |  |            |        |
|  | Austria          | 4                |             |         |                 |                 |  |  |            |        |
|  | Austria          | 4                | 30 novembre |         |                 |                 |  |  |            |        |
|  | Egitto           | 1                |             |         |                 |                 |  |  |            |        |
|  | Egitto           | 1                | Austria     | 2       |                 |                 |  |  |            |        |
|  | 28 novembre      |                  | Austria     | 2       |                 |                 |  |  |            |        |
|  |                  | Inghilterra      | 6           |         |                 |                 |  |  |            |        |
|  | Inghilterra      | Inghilterra      | 6           | 3       |                 |                 |  |  |            |        |
|  | Inghilterra      |                  | 1 dicembre  | 3       |                 |                 |  |  |            |        |
|  | Macao            | 1                |             |         |                 |                 |  |  |            |        |
|  | Macao            | 1                | Inghilterra | 3       |                 |                 |  |  |            |        |
|  | 28 novembre      |                  | Inghilterra | 3       |                 |                 |  |  |            |        |
|  |                  | Sudafrica        | 4           |         |                 |                 |  |  |            |        |
|  | Sudafrica        | Sudafrica        | 4           | 5       |                 |                 |  |  |            |        |
|  | Sudafrica        | 30 novembre      |             | 5       |                 |                 |  |  |            |        |
|  | Israele          | 0                |             |         |                 |                 |  |  |            |        |
|  | Israele          | 0                | Sudafrica   | 6       | Finale 3º posto | Finale 3º posto |  |  |            |        |
|  | 28 novembre      |                  | Sudafrica   | 6       | Finale 3º posto | Finale 3º posto |  |  |            |        |
|  |                  | Uruguay          | 1           |         |                 |                 |  |  |            |        |
|  | Paesi Bassi      | Uruguay          | 1           | 2       | Austria         | 3               |  |  |            |        |
|  | Paesi Bassi      |                  |             | 2       | Austria         | 3               |  |  |            |        |
|  | Uruguay          | 6                |             | Uruguay | 1               |                 |  |  |            |        |
|  | Uruguay          | 6                |             |         | 1               |                 |  |  |            |        |
|  |                  |                  |             |         |                 |                 |  |  | 1 dicembre |        |
|  |                  |                  |             |         |                 |                 |  |  |            |        |

### Risultati

#### Quarti di finale
| Canelones 28 novembre 2012, ore 16:00 | Inghilterra | 3 – 1 | Macao | Intendencia Municipal Canelones |

| Canelones 28 novembre 2012, ore 17:30 | Austria | 4 – 1 | Egitto | Intendencia Municipal Canelones |

| Canelones 28 novembre 2012, ore 19:00 | Sudafrica | 5 – 0 | Israele | Intendencia Municipal Canelones |

| Canelones 28 novembre 2012, ore 20:30 | Paesi Bassi | 2 – 6 | Uruguay | Intendencia Municipal Canelones |

#### Semifinali
| Canelones 30 novembre 2012, ore 19:30 | Austria | 2 – 6 | Inghilterra | Intendencia Municipal Canelones |

| Canelones 30 novembre 2012, ore 21:00 | Sudafrica | 6 – 1 | Uruguay | Intendencia Municipal Canelones |

#### Finale 3º - 4º posto
| Canelones 1 dicembre 2012, ore 17:00 | Austria | 3 – 1 | Uruguay | Intendencia Municipal Canelones |

#### Finale 1º - 2º posto
| Canelones 1 dicembre 2012, ore 18:30 | Inghilterra | 3 – 4 | Sudafrica | Intendencia Municipal Canelones |

### Girone 5º - 9º posto

#### Risultati
| Canelones 29 novembre 2012 | Paesi Bassi | 7 – 4 | Messico | Intendencia Municipal Canelones |

| Canelones 29 novembre 2012 | Macao | 8 – 5 | Egitto | Intendencia Municipal Canelones |

| Canelones 29 novembre 2012 | Israele | 10 – 3 | Messico | Intendencia Municipal Canelones |

| Canelones 30 novembre 2012 | Israele | 10 – 0 | Egitto | Intendencia Municipal Canelones |

| Canelones 30 novembre 2012 | Macao | 7 – 5 | Messico | Intendencia Municipal Canelones |

| Canelones 30 novembre 2012 | Paesi Bassi | 9 – 4 | Egitto | Intendencia Municipal Canelones |

| Canelones 30 novembre 2012 | Macao | 7 – 1 | Israele | Intendencia Municipal Canelones |

| Canelones 1 dicembre 2012 | Messico | 6 – 4 | Egitto | Intendencia Municipal Canelones |

| Canelones 1 dicembre 2012 | Paesi Bassi | 3 – 2 | Israele | Intendencia Municipal Canelones |

#### Classifica
|    | Squadra     | PT | G | V | N | P | GF | GS | Diff. |
| -- | ----------- | -- | - | - | - | - | -- | -- | ----- |
| 1. | Paesi Bassi | 12 | 4 | 4 | 0 | 0 | 24 | 13 | +11   |
| 2. | Macao       | 9  | 4 | 3 | 0 | 1 | 25 | 16 | +9    |
| 3. | Israele     | 9  | 4 | 3 | 0 | 1 | 23 | 13 | +10   |
| 4. | Messico     | 3  | 4 | 1 | 0 | 3 | 18 | 28 | -10   |
| 5. | Egitto      | 0  | 4 | 0 | 0 | 4 | 13 | 33 | -20   |

## Classifica finale
|    | Squadra     | G | V | N | P | GF | GS | Diff. | Note              |
| -- | ----------- | - | - | - | - | -- | -- | ----- | ----------------- |
| 1. | Sudafrica   | 7 | 7 | 0 | 0 | 38 | 13 | +25   | Campionato A 2013 |
| 2. | Inghilterra | 7 | 4 | 0 | 3 | 30 | 19 | +11   | Campionato A 2013 |
| 3. | Austria     | 6 | 5 | 0 | 1 | 19 | 11 | +8    | Campionato A 2013 |
| 4. | Uruguay     | 7 | 3 | 0 | 4 | 27 | 26 | +1    |                   |
| 5. | Paesi Bassi | 8 | 6 | 0 | 2 | 37 | 26 | +11   |                   |
| 6. | Macao       | 8 | 4 | 0 | 4 | 39 | 36 | +3    |                   |
| 7. | Israele     | 8 | 3 | 0 | 5 | 28 | 31 | -3    |                   |
| 8. | Messico     | 8 | 1 | 0 | 7 | 33 | 61 | -28   |                   |
| 9. | Egitto      | 9 | 2 | 0 | 7 | 30 | 59 | -29   |                   |